# Chamaepetes
Chamaepetes là một chi chim trong họ Cracidae.